# Gmina Soldier (hrabstwo Crawford)

Położenie Gminy Soldier w hrabstwie Crawford

Gmina Soldier (ang. Soldier Township) – gmina w USA, w stanie Iowa, w hrabstwie Crawford. Według danych z 2000 roku gmina miała 323 mieszkańców, a jej powierzchnia wynosi 92 km².